# Angela Lindvall

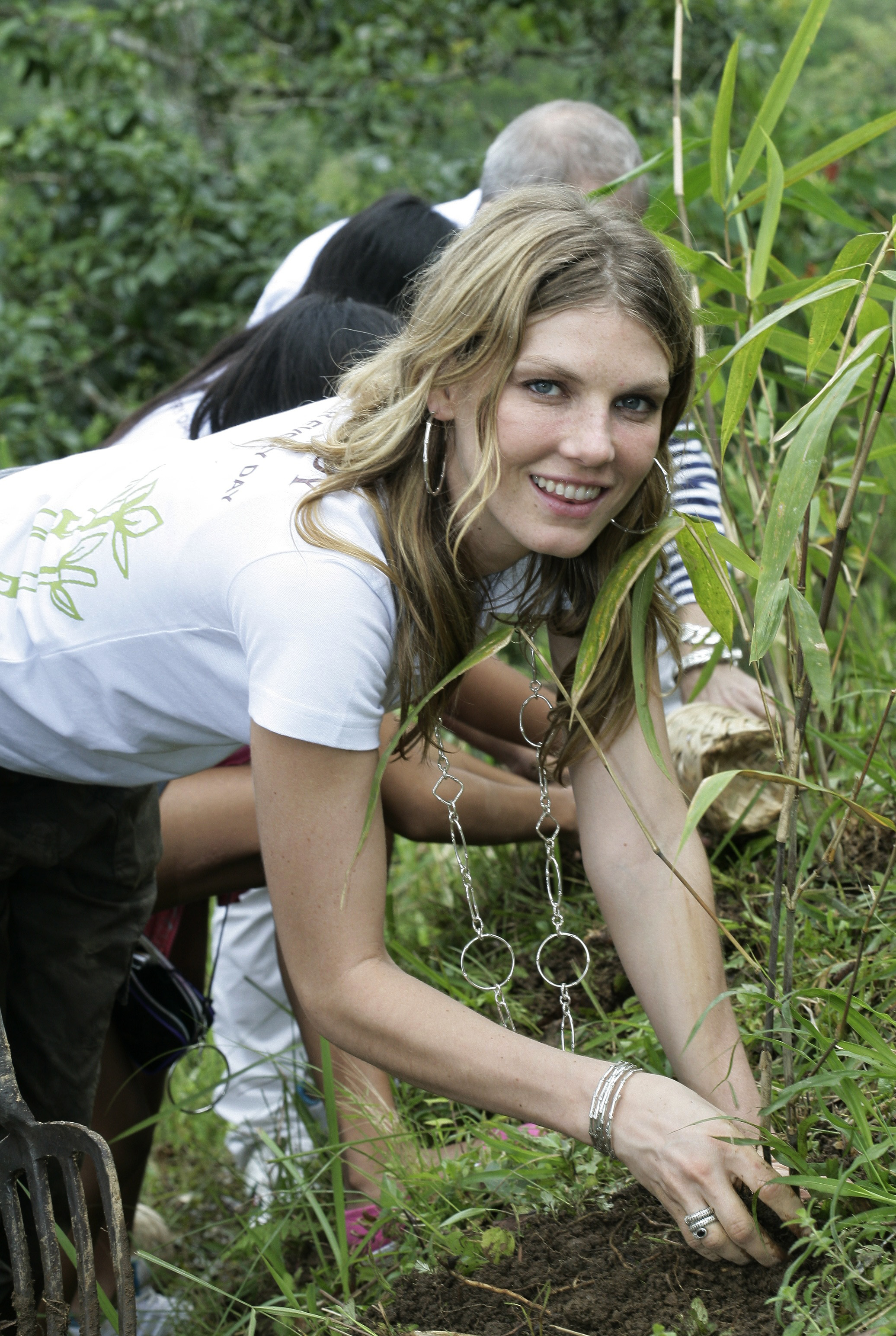
Angela Lindvall in Bali (2010)

Angela Lindvall (* 14. Januar 1979 in Midwest City, Oklahoma) ist ein US-amerikanisches Model und Schauspielerin.

## Leben und Karriere
Lindvall wurde im Alter von 14 Jahren entdeckt und gehört seit 2001 zur Riege der Victoria’s Secret-Models. Des Weiteren lief sie schon für Designer wie Versace, Gucci, Christian Dior, Chanel und Tommy Hilfiger und erschien auf dem Cover von zahlreichen Modemagazinen, wie zum Beispiel Harper’s Bazaar, Vogue, Elle und Marie Claire. Für die Frühling/Sommer-Kollektion 2008 des spanischen Modehauses Zara trat sie als Werbegesicht auf.
Lindvall war von 2002 bis 2006 mit William Edwards verheiratet, mit dem sie zwei Söhne hat (* 2002 und * 2005). Am 2. August 2006 verstarb ihre jüngere Schwester Audrey Lindvall – ebenfalls Model – bei einem Verkehrsunfall.
Angela Lindvall ist Vegetarierin und Umweltschützerin.

## Filmografie
- 2001: CQ
- 2003: New York Stories (Kurzfilm)
- 2004: DKNY Road Stories (Kurzfilm)
- 2005: Kiss Kiss, Bang Bang
- 2009: Life Blood
- 2010: Somewhere
- 2011: Hawaii Five-0 (Fernsehserie, eine Folge)
- 2012: Small Apartments
- 2012: Charlies Welt – Wirklich nichts ist wirklich (A Glimpse Inside the Mind of Charles Swan III)
- 2013: Our Wild Hearts (Fernsehfilm)